# Манакка Корнуолльская
Манакка (англ. Manacca; V или VI) — настоятельница монастыря в Ирландии, католическая святая, память 14 октября.
Св. Манакка, сестра св. Саломона Корнуолльского (память 14 октября), по преданию, была игуменьей из Ирландии. Имеется мнение, что в её честь названо селение Манаккан (Manaccan) в Корнуолле. Согласно иному мнению, св. Манакка может быть тем же лицом, что и св. Манак Валлийский.